# Cha Pu
Il Cha Pu (Caratteri cinesi semplificati:茶谱, pinyin: chápǔ, letteralmente "Manuale del Tè"), è una guida ai metodi di preparazione e degustazione del tè, scritta nel 1440 da Zhu Quan (朱权), diciassettesimo figlio del primo imperatore della dinastia Ming, Zhu Yuanzhang.

## Storia
All'epoca, quando il mercato del tè era sotto il monopolio del governo, Zhu Quan fu incaricato di mettere per iscritto le tecniche (vecchie e nuove) di lavorazione del tè, in un manuale che pare essere il primo a trattare questo argomento nel periodo Ming.

## Contenuto
Si suddivide fra una prefazione e sedici capitoli:
- Prefazione

1. 品茶 pin cha
2. 收茶 shou cha
3. 點茶 dian cha
4. 熏香茶法 xunxiang cha fa
5. 茶爐 cha lu
6. 茶竈 cha zao
7. 茶磨 cha mo
8. 茶碾 cha nian
9. 茶羅 cha luo
10. 茶架 cha jia
11. 茶匙 cha chi
12. 茶筅 cha xian
13. 茶甌 cha ou
14. 茶瓶 cha ping
15. 煎湯法 jian tang fa
16. 品水 pin shui